# Орловка (Кировский район)
Орло́вка — село в Кировском районе (городском округе) Ставропольского края Российской Федерации.

## Этимология
Село названо по фамилии первой землевладелицы А. А. Орловой. Согласно другим сведениям, своё название оно получило в связи с тем, что было основано выходцами из Орловской губернии. Варианты наименования: Орловский, Орловское.

## Географическое положение
Расстояние до краевого центра: 185 км. Расстояние до районного центра: 13 км.

## История
Населённый пункт основан в 1874 году (по другим данным — в 1894 году).
В 1921 году образован Орловский сельский Совет народных депутатов села Орловского Кировского района Северо-Кавказского края.
С 1966 года в селе располагалась центральная усадьба колхоза «Орловский».
К концу 1980-х годов Орловка была застроена коттеджами для колхозников (половину стоимости каждого дома оплачивал колхоз), оборудованными всеми необходимыми удобствами (часть жилого сектора была газифицирована). В центральной части населённого пункта располагалось здание Дворца культуры, облицованное розовым туфом. Появились новые улицы — Мира, Придорожная, Первомайская. По состоянию на 1988 год медицинские услуги местному населению оказывала бригада из 4-х медработников, в распоряжении которой имелась машина «скорой помощи» (ранее жителей села обслуживал всего один врач).
До 1 мая 2017 года село было административным центром упразднённого Орловского сельсовета.

## Население
| 1925 | 1926 | 1989  | 2002  | 2010  | 2014  | 2021  |
| ---- | ---- | ----- | ----- | ----- | ----- | ----- |
| 391  | ↗482 | ↗1637 | ↗2058 | ↘1983 | ↗2000 | ↗2005 |

По данным переписи 2002 года, 93 % населения — русские.

## Инфраструктура
- Дом культуры
- Сельская библиотека. Открыта 14 мая 1951 года[7].
- Кладбище села Орловка (общественное открытое). Площадь 16 499 м²[16].

## Образование
- Детский сад № 13 «Искорка». Открыт 18 ноября 1960 года[17].
- Средняя общеобразовательная школа № 10.

## Экономика
Колхоз «Орловский». Основан 30 марта 1966 года.

## Русская православная церковь
- Храм Святителя Николая Чудотворца. Основан в 2001 году[18].

## Памятники
- Братская могила советских воинов, погибших в борьбе с фашистами. 1942—1943, 1951 года[19].